# Беккер, Карл-Хайнц
Карл-Хайнц Бе́ккер (нем. Karl-Heinz Becker, 19 июня 1912, Гамбург, Германская империя — 19 июля 2001, Гамбург, Германия) — немецкий легкоатлет, выступавший в беге на средние и длинные дистанции. Участник летних Олимпийских игр 1936 года.

## Биография
Карл-Хайнц Беккер родился 19 июня 1912 года в немецком городе Гамбург.
Выступал в легкоатлетических соревнованиях за «Викторию» из Гамбурга. В 1936 и 1937 годах был чемпионом Германии в эстафете 4х1500 метров.
В 1936 году вошёл в состав сборной Германии на летних Олимпийских играх в Берлине. В полуфинале бега на 5000 метров занял 8-е место среди 13 участников с результатом 15 минут 27,0 секунды, уступив 14,4 секунды попавшему в финал с 5-го места Рольфу Хансену из Норвегии.
Участвовал во Второй мировой войне. Был захвачен Красной Армией в плен, в котором находился до 1948 года.
После войны работал полицейским, служащим банка.
Умер 19 июля 2001 года в Гамбурге.

## Личный рекорд
- Бег на 5000 метров — 15.06,2 (1936)[2]

## Семья
Был шурином товарищей по олимпийской легкоатлетической сборной Германии Вальтера Шёнрока и Макса Зиринга — все трое женились на сёстрах Зеч.